# Meriania pallida
Meriania pallida är en tvåhjärtbladig växtart som beskrevs av Henry Allan Gleason. Meriania pallida ingår i släktet Meriania och familjen Melastomataceae.
Artens utbredningsområde är Colombia. Inga underarter finns listade i Catalogue of Life.